# Odéon d'Agrippa

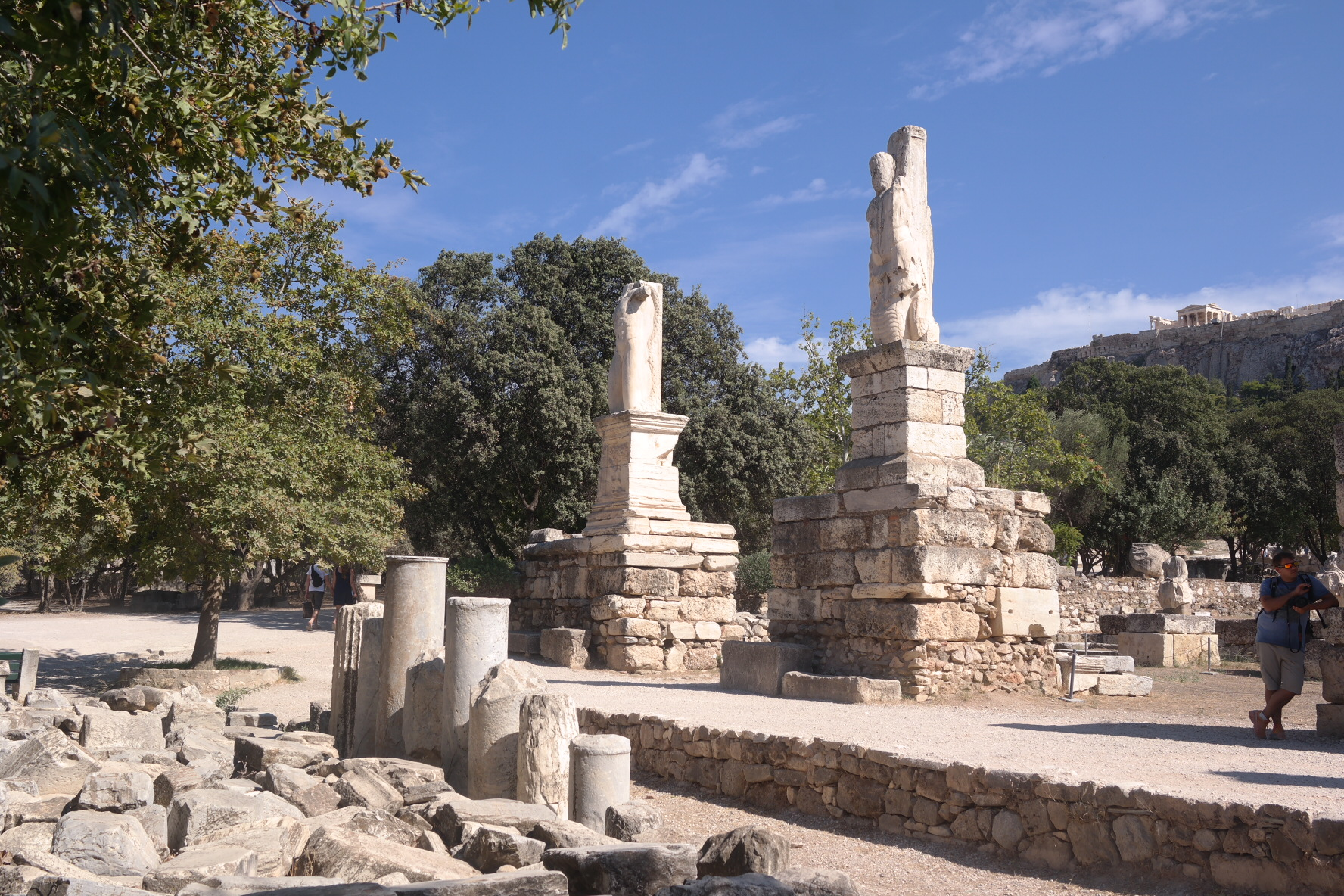
Pilier de l'odéon d'Agrippa, figurant un Géant et un Triton.

L'odéon d'Agrippa est un odéon construit par Marcus Vipsanius Agrippa au centre de l'Agora d'Athènes, vers 15 av. J.-C.
Ses ruines s'élèvent au milieu de l'aire centrale. Il se composait d'un auditorium, salle de spectacle carrée, de 1 000 à 1 200 places, qui était, à l'époque, couverte. Haut de 25 mètres, il pouvait accueillir 1 000 spectateurs. 
Le toit s'effondra vers 150. Le bâtiment reconstruit n'abritait plus que 500 spectateurs. Il fut détruit vers 267 par les Hérules. Ses colonnes servirent à l'entrée d'un palais qui fut érigé sur ses ruines.